# Anthony Sampson
Anthony Terrell Seward Sampson, född 3 augusti 1926 i Billingham i Durham i Storbritannien, död 18 december 2004 i  Wardour i grevskapet Wiltshire i Storbritannien, var en brittisk journalist och författare och en av grundarna av det tidigare brittiska socialdemokratiska partiet (SDP). 
Anthony Sampson var son till en kemist och växte upp i Hampstead och gick på Westminster School. Han tjänstgjorde mellan 1944 och 1947 i Royal Navy och utbildade sig därefter på Christ Church College i Oxford. Han flyttade till Johannesburg i Sydafrika 1951, efter att ha inspirerats till att arbeta med tidskriftsprojektet The Drum för svarta sydafrikaner. Han var under fyra år redaktör för Drum och återvände 1956 till Storbritannien. 
Vid återkomsten till Storbritannien inledde Anthony Sampson en serie av större böcker med Anatomy of Britain 1963. Han ägnade sitt huvudsakliga intresse åt storskaliga politiska och ekonomiska maktstrukturer, såsom Storbritannien som stat och större företag, men han lyckades också fånga det personliga i maktinnehavet, Hans böcker kan därför läsas som biografier inom respektive område, ibland på gränsen till det psykoanalytiska. 
Han var vän till Nelson Mandela och har skrivit dennes officiella biografi.
Anthony Sampsons böcker har vanligen översatts till svenska samma år som de kommit ut på engelska.